# BWF Super Series 2014
Die BWF Super Series 2014 war die achte Saison der BWF Super Series im Badminton. Die Serie begann mit der Korea Open Super Series Premier am 7. Januar 2014 und endete mit der Hong Kong Super Series am 23. November. Zum Abschluss wurde das BWF Super Series Finale ausgetragen.

## Turnierplan
| Nr. | Veranstaltung                      | Austragungsort                | Stadt        | Datum        | Datum        | Preisgeld US-Dollar | Bericht |
| Nr. | Veranstaltung                      | Austragungsort                | Stadt        | Start        | Ende         | Preisgeld US-Dollar | Bericht |
| --- | ---------------------------------- | ----------------------------- | ------------ | ------------ | ------------ | ------------------- | ------- |
| 1   | Korea Open Super Series            | SK Olympic Handball Gymnasium | Seoul        | 7. Januar    | 12. Januar   | 600.000             | Report  |
| 2   | Malaysia Open Super Series Premier | Bukit Kiara Sports Complex    | Kuala Lumpur | 14. Januar   | 19. Januar   | 500.000             | Report  |
| 3   | All England Super Series Premier   | National Indoor Arena         | Birmingham   | 4. März      | 9. März      | 400.000             | Report  |
| 4   | India Super Series                 | Siri Fort Sports Complex      | Neu-Delhi    | 1. April     | 6. April     | 250.000             | Report  |
| 5   | Singapore Super Series             | Singapore Indoor Stadium      | Singapur     | 8. April     | 13. April    | 300.000             | Report  |
| 6   | Japan Super Series                 | Tokyo Metropolitan Gymnasium  | Tokio        | 10. Juni     | 15. Juni     | 250.000             | Report  |
| 7   | Indonesia Super Series Premier     | Gelora-Bung-Karno-Stadion     | Jakarta      | 17. Juni     | 22. Juni     | 750.000             | Report  |
| 8   | Australia Super Series             | State Sports Centre           | Sydney       | 24. Juni     | 29. Juni     | 250.000             | Report  |
| 9   | Denmark Super Series Premier       | Odense Idrætshal              | Odense       | 14. Oktober  | 19. Oktober  | 500.000             | Report  |
| 10  | French Super Series                | Stade Pierre de Coubertin     | Paris        | 21. Oktober  | 26. Oktober  | 250.000             | Report  |
| 11  | China Open Super Series Premier    | Yuan Shen Gymnasium           | Shanghai     | 11. November | 16. November | 700.000             | Report  |
| 12  | Hong Kong Super Series             | Hong Kong Coliseum            | Kowloon      | 18. November | 23. November | 350.000             | Report  |
| 13  | BWF Super Series Finals            | Hamdan Sports Complex         | Dubai        | 17. Dezember | 21. Dezember | 1.000.000           | Report  |

## Sieger
| Veranstaltung | Herreneinzel     | Dameneinzel  | Herrendoppel                   | Damendoppel                      | Mixed                                       |
| ------------- | ---------------- | ------------ | ------------------------------ | -------------------------------- | ------------------------------------------- |
| Korea         | Chen Long        | Wang Yihan   | Mathias Boe Carsten Mogensen   | Bao Yixin Tang Jinhua            | Zhang Nan Zhao Yunlei                       |
| Malaysia      | Lee Chong Wei    | Li Xuerui    | Goh V Shem Lim Khim Wah        | Bao Yixin Tang Jinhua            | Xu Chen Ma Jin                              |
| England       | Lee Chong Wei    | Wang Shixian | Mohammad Ahsan Hendra Setiawan | Wang Xiaoli Yu Yang              | Tontowi Ahmad Liliyana Natsir               |
| Indien        | Lee Chong Wei    | Wang Shixian | Mathias Boe Carsten Mogensen   | Tang Yuanting Yu Yang            | Joachim Fischer Nielsen Christinna Pedersen |
| Singapur      | Simon Santoso    | Wang Yihan   | Cai Yun Lu Kai                 | Bao Yixin Tang Jinhua            | Tontowi Ahmad Liliyana Natsir               |
| Japan         | Lee Chong Wei    | Li Xuerui    | Lee Yong-dae Yoo Yeon-seong    | Misaki Matsutomo Ayaka Takahashi | Zhang Nan Zhao Yunlei                       |
| Indonesien    | Jan Ø. Jørgensen | Li Xuerui    | Lee Yong-dae Yoo Yeon-seong    | Tian Qing Zhao Yunlei            | Joachim Fischer Nielsen Christinna Pedersen |
| Australien    | Lin Dan          | Saina Nehwal | Lee Yong-dae Yoo Yeon-seong    | Tian Qing Zhao Yunlei            | Ko Sung-hyun Kim Ha-na                      |
| Dänemark      | Chen Long        | Li Xuerui    | Fu Haifeng Zhang Nan           | Wang Xiaoli Yu Yang              | Xu Chen Ma Jin                              |
| Frankreich    | Chou Tien-chen   | Wang Shixian | Mathias Boe Carsten Mogensen   | Wang Xiaoli Yu Yang              | Tontowi Ahmad Liliyana Natsir               |
| China         | Srikanth Kidambi | Saina Nehwal | Lee Yong-dae Yoo Yeon-seong    | Wang Xiaoli Yu Yang              | Zhang Nan Zhao Yunlei                       |
| Hongkong      | Son Wan-ho       | Tai Tzu-ying | Mohammad Ahsan Hendra Setiawan | Tian Qing Zhao Yunlei            | Zhang Nan Zhao Yunlei                       |
| Finale        | Chen Long        | Tai Tzu-ying | Lee Yong-dae Yoo Yeon-seong    | Misaki Matsutomo Ayaka Takahashi | Joachim Fischer Nielsen Christinna Pedersen |